# نهر بولانجي
نهر بولانجي (ينطق باللغة السيبوانية IPA [puˈlaŋi])، هو أحد الروافد الرئيسية لنهر ريو غراندي دي مينداناو، وهو نظام نهري واسع في مينداناو، الفلبين. بطول 199 ميل (320 كـم)،  وهو أطول نهر في بوكيدنون وخامس أطول نهر في الفلبين. يمر عبر غالبية مدن وبلديات بوكيدنون من مصدره في بارانغاي كالابوغاو، إمباسوغونغ، بوكيدنون.

## محطة مستجمعات المياه والطاقة الكهرومائية
لدى بولانجي محطة طاقة واحدة من نوع الخزان، محطة بولانجي IV الكهرومائية ومستجمعات المياه. تبلغ سعة محطة بولانجي IV للطاقة الكهرومائية 255 ميغاواط وتوفر 25٪ من احتياجات الطاقة في مينداناو. وهي مملوكة ومدارة من قبل المؤسسة الوطنية للطاقة (نابوكور). يعتبر الخزان والسد أيضًا مصدر المياه الرئيسي لمقاطعة بوكيدنون، سواء لمياه الشرب أو للري من خلال الإدارة الوطنية للري (NIA).
يعد مستجمعات المياه في محطة بولانجي IV الكهرومائية (المعروف أيضًا باسم مستجمعات المياه في بولانجي العليا) ثاني أكبر مستجمعات المياه في الفلبين، حيث تغطي مساحة تبلغ حوالي 1.8 مليون هكتار.  لديها عشرة مستجمعات مياه وتغطي مدن وبلديات Impasugong و Cabanglasan و San Fernando و Lantapan و Maramag و Quezon و Valencia City ومالايبالاي.

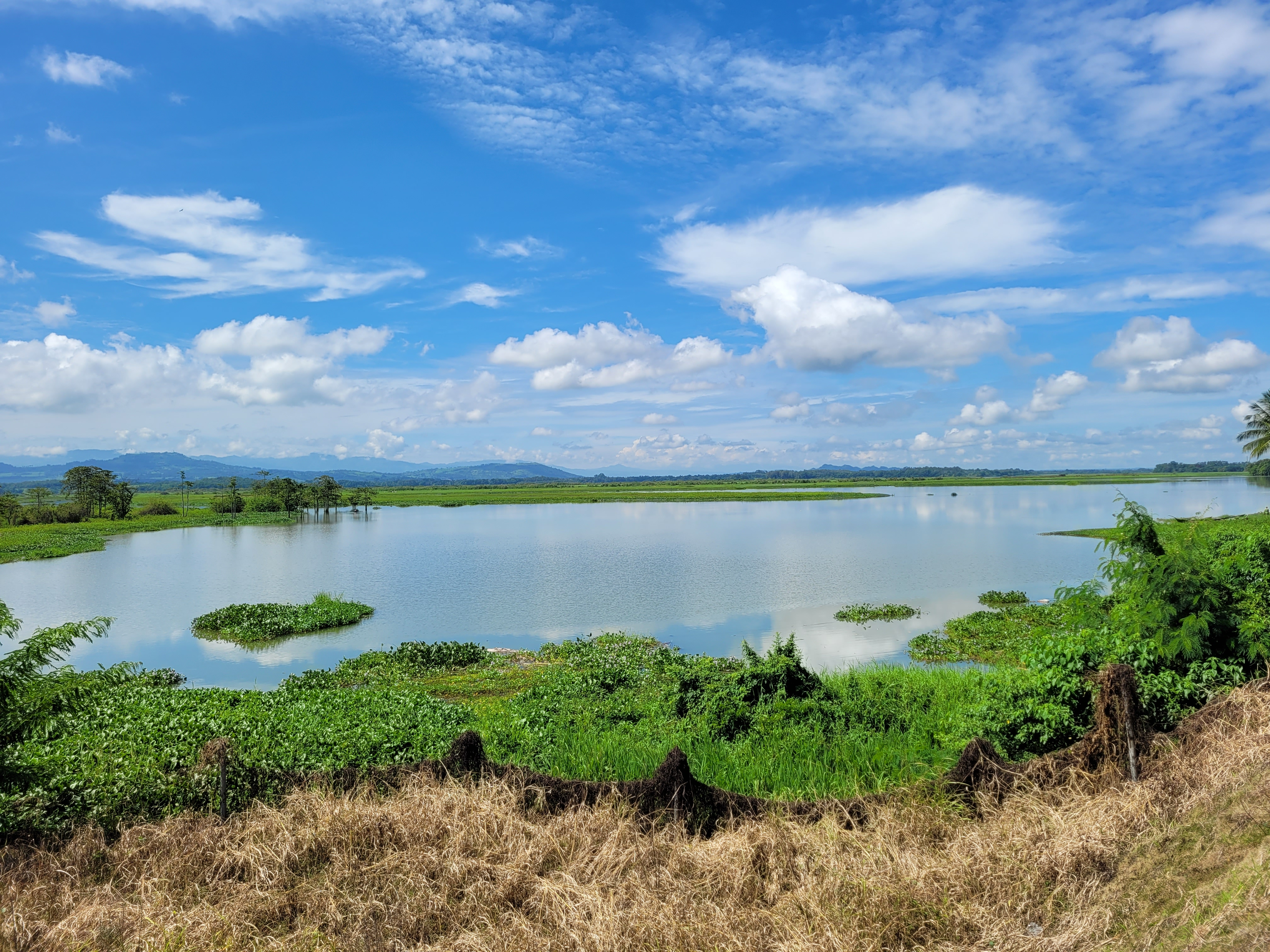
منظر لبحيرة بولانجي

تسمى البحيرة الاصطناعية التي تم إنشاؤها بواسطة الخزان الصحيح بحيرة بولانجي  أو حوض مراماغ. تبلغ مساحتها حوالي 1,985 هكتارًا ومخزن حي يصل إلى 67 مليون متر مكعب.
بولانجي هو أيضًا موقع السد الكهرومائي المقترح بولانجي V. من المتوقع أن يولد المشروع 300 ميغاوات من الطاقة المتجددة لمينداناو في جنوب الفلبين. تبلغ مساحة السد 3300 هكتار تغطي أجزاء، معظمها من الأراضي شديدة الانحدار على طول ضفة النهر في 22 منطقة في كيتوتاو وكيباوي ودانغكاغان ودامولوغ في بوكيدنون وبلدة روكساس في شمال كوتاباتو، بما في ذلك جسر كارمن على الحدود كابكان كارمن) شمال كوتاباتو. من إجمالي مساحة السد، 40٪ هو النهر الحالي نفسه والمناطق التي غمرتها المياه عبارة عن منحدرات صلبة على طول ضفة النهر. سيتأثر ما يقدر بنحو 1060 أسرة، سيتم نقلهم جميعًا وتعويضهم عن طريق المشروع.
ادعت معارضة المشروع أن المشروع سيغرق موقع دفن Apo Mamalu، وهو سلف موقر لسكان مانوبو الأصليين في مينداناو. ومع ذلك، هناك ادعاءات متضاربة في هذا الشأن. 
كلف المتحف الوطني للفلبين فريقًا من الخبراء للنظر في هذا الادعاء، ولكن اعتبارًا من 6 فبراير 2011، طلب عالم الأنثروبولوجيا دراسة الادعاء ردًا على التماس لإعلان Sitio Mikasili، برنجيه Tangkulan، Damulog كتراث وطني قال الموقع أنه لا توجد أدلة كافية لإعلان ذلك. كتب الدكتور أنطونيو مونتالفان، عالم الأنثروبولوجيا الذي أيد في وقت سابق الالتماس لإعلان الموقع كموقع تراثي، المتحف الوطني قائلاً إنه بعد فحص أعمق للادعاءات، فإن إعلان موقع التراث الوطني غير ممكن. وقال مونتالفان: «مثل هذا الإعلان المهم لا يمكن أن يصدر عندما تفتقر الافتراضات إلى الإجماع وأكثر من ذلك في الأدلة المادية. قد يؤدي هذا فقط إلى التعتيم على الأهمية العرقية الثقافية والتقاليد الجميلة لشعوب مانوبو القديمة».

## جغرافية

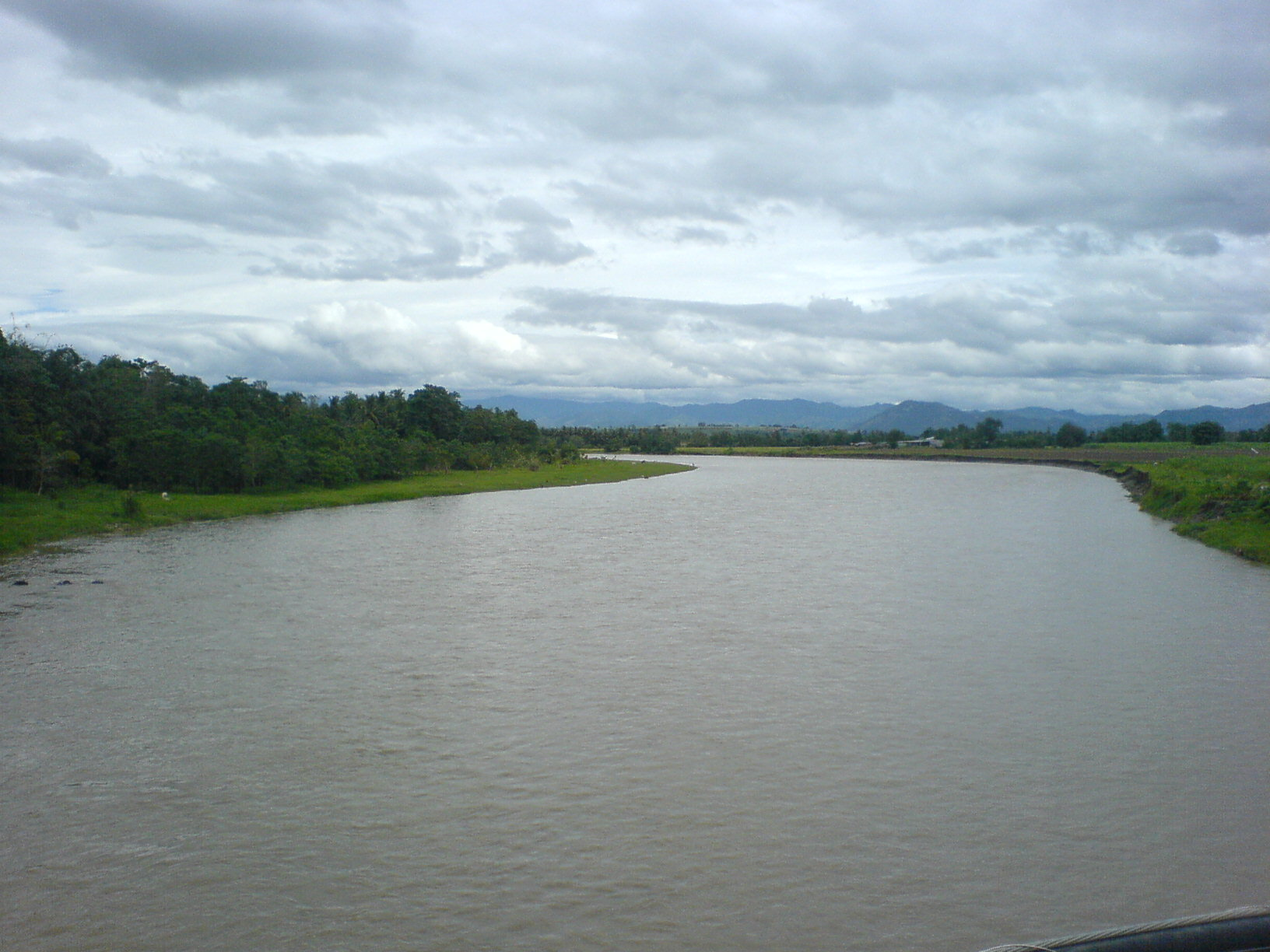
نهر بولانجي في مدينة فالنسيا، بوكيدنون

### الروافد
يبدأ نهر مانوبالي، أحد الروافد الرئيسية لنهر بولانجي، في جبال لانتابان، بوكيدنون، ويلتقط الروافد على طول الطريق من سلاسل جبال كالاتونجان وكيتانجلاد. تشكل جزءًا من الحدود الطبيعية لمدينة فالنسيا ولانتابان. يتدفق شرقا نحو مدينة مالايبالاي، لينضم في النهاية إلى نهر بولانجي في مدينة فالنسيا.
يوجد نهر موليتا في الجزء الجنوبي من المقاطعة الذي يغطي بلديات بانجانتوكان، ودون كارلوس، وكيتوتاو، ودانغكاغان، وكيباوي، وكادينجيلان، ودامولوغ. إنه رافد مهم آخر لنهر بولانجي ويتدفق جنوبًا. وسينضم إلى نهر بولانجي على حدود مقاطعة بوكيدنون وكوتاباتو.
نهر بوبوناوان، الموجود في بلدية كابانغلاسان، هو رافد آخر لنهر بولانجي. يغطي معظم أجزاء البلدية، ويتدفق جنوبًا باتجاه نهر بولانجي.
الروافد الأخرى هي نهر تيغوا في سان فرناندو، ونهر بوكيدنون، ونهر مارادوغاو. نهر كالابوغاو في إمباسوغونغ، نهر بوكيدنون سواغا في مدينة مالايبالاي. نهر أبوهان ونهر بالونجكوت في ماناجوك، مدينة مالايبالاي. نهر كاباجان في كوتاباتو ونهر دامبيلاسان في إيمباسوجونج ونهر ماباج في فالنسيا ونهر لاليجان في فالنسيا ونهر ماليتوبوج في كوتاباتو.